# Ashby with Scremby
Ashby with Scremby est une paroisse civile du Lincolnshire, en Angleterre. Elle inclut le village de Scremby et les hameaux d'Ashby by Partney (en) et Grebby.